# Distribution (mathématiques)
Pour les articles homonymes, voir Distribution.
En analyse mathématique, une distribution (également appelée fonction généralisée) est un objet qui généralise la notion de fonction et de mesure. La théorie des distributions étend la notion de dérivée à toutes les fonctions localement intégrables et au-delà, et est utilisée pour formuler des solutions à certaines équations aux dérivées partielles. Elles sont importantes en physique et en ingénierie où beaucoup de problèmes discontinus conduisent naturellement à des équations différentielles dont les solutions sont des distributions plutôt que des fonctions ordinaires.
La théorie des distributions fut formalisée par le mathématicien français Laurent Schwartz et lui valut la médaille Fields en 1950. Son introduction utilise des notions d'algèbre linéaire et de topologie centrées autour de l'idée de dualité. Il faut chercher l'origine de cette théorie dans le calcul symbolique de Heaviside (1894) et Poincaré (1912), et dans l'introduction par les physiciens de la « fonction de Dirac » (1926). L'objectif a été alors de généraliser la notion de fonction, afin de donner un sens mathématique correct à ces objets manipulés par les physiciens, en gardant en plus la possibilité de faire des opérations telles que des dérivations, convolutions, transformées de Fourier ou de Laplace. Jacques Hadamard, Salomon Bochner et Sergueï Sobolev ont été les artisans successifs de cette œuvre dont le dernier volet est dû à Laurent Schwartz. Cette généralisation de la notion de fonction a été poursuivie en des directions diverses, et a notamment donné lieu à la notion d'hyperfonction due à Mikio Satō. Une autre voie a conduit aux distributions de Colombeau (en), saluées par Laurent Schwartz lui-même comme étant la découverte du bon point de vue fonctoriel sur les distributions[réf. souhaitée]. En particulier, contrairement à ce qui se passe pour les distributions de Schwartz, la multiplication est enfin pleinement définie sur les distributions de Colombeau.
La distribution de Dirac est un exemple intéressant de distribution car elle n'est pas une fonction, mais peut être représentée de façon informelle par une fonction dégénérée qui serait nulle sur tout son domaine de définition sauf en 0 et dont l'intégrale vaudrait 1. En réalité, de manière tout à fait stricte, elle est la limite au sens des distributions d'une suite de fonctions d'intégrale 1 et convergeant uniformément vers 0 sur tout compact ne contenant pas 0. Un tel objet mathématique est utile en physique ou en traitement du signal, mais aucune fonction ordinaire n'a ces propriétés.

## Idées de base
On évalue habituellement une fonction en calculant sa valeur en un point. Toutefois cette méthode fait jouer un rôle considérable aux irrégularités (discontinuités par exemple) de la fonction. L'idée sous-jacente à la théorie des distributions est qu'il existe un meilleur procédé d'évaluation : calculer une moyenne des valeurs de la fonction dans un domaine de plus en plus resserré autour du point d'étude. En envisageant des moyennes pondérées, on est donc conduit à examiner des expressions de la forme
{\displaystyle I_{f}(\varphi )=\int _{\mathbb {R} }f(x)\varphi (x)\,\mathrm {d} x}
dans laquelle la fonction à évaluer {\displaystyle f:\mathbb {R} \to \mathbb {R} } est une fonction localement intégrable et {\displaystyle \varphi :\mathbb {R} \to \mathbb {R} } est une fonction appelée « fonction test », indéfiniment dérivable et identiquement nulle en dehors d'un ensemble borné.
L'intégrale {\displaystyle I_{f}(\varphi )} est un nombre réel qui dépend de façon linéaire et continue de {\displaystyle \varphi .} On voit donc que l'on peut associer à une fonction intégrable {\displaystyle f} une forme linéaire continue sur l'espace des fonctions test. Deux fonctions localement intégrables {\displaystyle f} et {\displaystyle g} qui donnent la même forme linéaire continue sont égales presque partout. Ce qui signifie qu'il revient au même de connaître {\displaystyle f} (à un ensemble négligeable près) ou la forme linéaire d'évaluation des fonctions test associées.
D'une manière plus générale, si {\displaystyle \mu } est une mesure de Borel sur les réels et {\displaystyle \varphi } est une fonction test, alors l'intégrale
{\displaystyle I_{\mu }(\varphi )=\int _{\mathbb {R} }\varphi (x)\,\mathrm {d} \mu (x)}
est un nombre réel qui dépend de façon linéaire et continue de {\displaystyle \varphi .} Les mesures peuvent aussi être associées à des formes linéaires continues sur l'espace des fonctions test. Cette notion de « forme linéaire continue sur l'espace des fonctions test » est par conséquent utilisée comme définition des distributions.
Les distributions peuvent être multipliées par un réel quelconque et additionnées entre elles. L'ensemble des distributions forme ainsi un espace vectoriel réel. Il n'est pas possible de définir en général le produit de deux distributions en tant que généralisation du produit ponctuel de deux fonctions, mais les distributions peuvent être multipliées par des fonctions indéfiniment dérivables.

## Espace des fonctions tests
Soit Ω un ouvert non vide de ℝN. Une fonction test sur Ω est une fonction de Ω dans ℝ, indéfiniment dérivable et à support compact.
Exemple
Sur Ω = ℝN, la fonction{\displaystyle x\mapsto {\begin{cases}\exp \left(-{\frac {1}{1-\|x\|^{2}}}\right)&{\text{si }}\|x\|<1\\0&{\text{sinon}}\end{cases}}}est C∞ et son support est la boule fermée B(0, 1) pour la norme ║.║ utilisée.
On note {\displaystyle {\mathcal {D}}(\Omega )} l'espace vectoriel des fonctions tests sur Ω et on le munit de la topologie suivante : les voisinages d'un élément de l'espace sont — comme dans tout groupe topologique — les translatés par cet élément des voisinages de 0, et un ensemble {\displaystyle V\subset {\mathcal {D}}(\Omega )} est un voisinage de la fonction nulle si, pour tout compact K de Ω, il existe un entier m > 0 tel que V contienne l'ensemble suivant :
où {\displaystyle {\mathcal {D}}_{K}(\Omega )} désigne l'ensemble des fonctions de {\displaystyle {\mathcal {D}}(\Omega )} dont le support est inclus dans K, et ‖f‖∞ est la norme de f au sens de la convergence uniforme (pour f continue à support compact, c'est le maximum global de |f|).
Autrement dit, si Ω est la réunion d'une suite croissante de compacts Kn, une base de voisinages de 0 est constituée des {\displaystyle V_{m}:=\cup _{n\in \mathbb {N} }A_{K_{n},m_{n}}}, quand {\displaystyle m=(m_{n})_{n\in \mathbb {N} }} parcourt l'ensemble (non dénombrable) des suites à valeurs dans ℕ*.
Muni de cette topologie, {\displaystyle {\mathcal {D}}(\Omega )} est un espace localement convexe, non métrisable puisqu'il est maigre dans lui-même et séquentiellement complet (il est même complet).
Dans {\displaystyle {\mathcal {D}}(\Omega ),} la convergence vers 0 d'une suite de fonctions φn se traduit par l'existence d'un compact K de Ω, contenant les supports de toutes les φn à partir d'un certain rang, et tel que φn ainsi que toutes ses dérivées tendent vers 0 uniformément sur K.

## Distributions

### Définition
Une distribution sur {\displaystyle {\mathcal {\Omega }}}  est une forme linéaire continue sur {\displaystyle {\mathcal {D}}(\Omega ).} L'ensemble des distributions sur {\displaystyle {\mathcal {\Omega }}} est donc le dual topologique de {\displaystyle {\mathcal {D}}(\Omega ),} c'est pourquoi on le note {\displaystyle {\mathcal {D}}'(\Omega ).}
L'une des topologies naturelles d'espace localement convexe sur ce dual est la topologie faible-* (celle de la convergence simple sur {\displaystyle {\mathcal {D}}(\Omega )}).

### Caractérisations
Pour une forme linéaire T sur {\displaystyle {\mathcal {D}}(\Omega ),} la continuité en 0 suffit à garantir la continuité globale.
Par définition de la topologie de {\displaystyle {\mathcal {D}}(\Omega )}, T est continue (en 0) si et seulement si, pour tout compact K de Ω,
Par ailleurs, si T est continue alors elle est séquentiellement continue (en 0), c'est-à-dire que pour toute suite de fonctions {\displaystyle \varphi _{n}\in {\mathcal {D}}(\Omega ),}
Mais puisque {\displaystyle {\mathcal {D}}(\Omega )} est un espace bornologique, cette condition nécessaire — bien plus maniable — est également suffisante.

### Notation
Si {\displaystyle T} est une distribution et {\displaystyle \varphi } une fonction test de {\displaystyle {\mathcal {D}}(\Omega ),} le nombre {\displaystyle T(\varphi )} est noté {\displaystyle \langle T,\varphi \rangle .}

### Ordre d'une distribution
Une distribution T sur Ω est dite d'ordre inférieur ou égal à un entier naturel p si, pour tout compact K de Ω,
c'est-à-dire si le NK dans la caractérisation de la continuité de T peut toujours être pris égal à p.
Elle est bien sûr dite d'ordre p si elle est d'ordre inférieur ou égal à p mais pas à p – 1, et d'ordre infini si elle n'est d'ordre inférieur ou égal à aucun entier.

### Exemples
Un exemple de distribution d'ordre infini sur ℝ est
{\displaystyle \varphi \mapsto \sum _{n\in \mathbb {N} }\varphi ^{(n)}(n).}
Les distributions d'ordre 0 sont celles qui se prolongent en des mesures de Radon (signées). En voici quelques exemples :
- les distributions positives (en), comme la distribution de Dirac (en 0) {\displaystyle \delta _{0}} définie par {\displaystyle \langle \delta _{0},\varphi \rangle =\varphi (0)} ;
- toute distribution « régulière », c'est-à-dire toute distribution Tf associée à une fonction localement intégrable f par :{\displaystyle \forall \varphi \in {\mathcal {D}}(\Omega )\quad \langle T_{f},\varphi \rangle =\int _{\mathbb {R} }f(x)\varphi (x)\,\mathrm {d} x.}L'application linéaire (continue) de L1loc(Ω) dans {\displaystyle {\mathcal {D}}'(\Omega )} étant injective, on pourra confondre f et Tf.
Un exemple célèbre de distribution régulière est celle associée à la fonction de Heaviside que l'on note Y ou H, définie par :{\displaystyle \langle Y,\varphi \rangle =\int _{0}^{+\infty }\varphi (x)\,\mathrm {d} x.}

## Dérivation des distributions
Pour définir la dérivée d'une distribution, considérons d'abord le cas d'une distribution régulière sur ℝ dont la densité f est de classe C1. Soit {\displaystyle \varphi \in {\mathcal {D}}(\mathbb {R} ).} Une intégration par parties permet d'écrire :
{\displaystyle \int _{\mathbb {R} }f'(x)\varphi (x)\,\mathrm {d} x=-\int _{\mathbb {R} }f(x)\varphi '(x)\,\mathrm {d} x,\qquad \mathrm {soit} \qquad \langle T_{f'},\varphi \rangle =-\langle T_{f},\varphi '\rangle .}
En effet, puisque la fonction φ est nulle en dehors d'un ensemble borné, les termes de bords s'annulent.
Si {\displaystyle T\in {\mathcal {D}}'(\Omega )} est une distribution sur un ouvert de ℝn, cet exemple suggère de définir sa k-ième dérivée partielle {\displaystyle {\frac {\partial T}{\partial x_{k}}}} par :
Cette définition étend la notion classique de dérivée : chaque distribution devient indéfiniment dérivable (l'application linéaire {\displaystyle T\mapsto {\frac {\partial T}{\partial x_{k}}}} est même continue de {\displaystyle {\mathcal {D}}'(\Omega )} dans lui-même) et la règle de Leibniz est vérifiée (pour les dérivées de la distribution {\displaystyle \varphi \mapsto \langle T,\psi \varphi \rangle }, produit de T par une fonction ψ indéfiniment dérivable), ainsi que l'analogue du théorème de Schwarz. De plus, si T est d'ordre p alors {\displaystyle {\frac {\partial T}{\partial x_{k}}}} est d'ordre inférieur ou égal à p + 1.
Par exemple la dérivée au sens des distributions de la fonction de Heaviside est la distribution de Dirac en 0.
Plus généralement, la dérivée de T suivant un vecteur h peut aussi se définir par :
(La translation par un vecteur v est définie sur les distributions — en s'inspirant, là aussi, du cas des distributions régulières — comme la transposée de la translation par –v sur les fonctions tests :
{\displaystyle \langle \tau _{v}T,\varphi \rangle :=\langle T,\tau _{-v}\varphi \rangle ,{\text{ avec }}\tau _{w}\varphi (x):=\varphi (x+w).)}
En effet, pour toute fonction test {\displaystyle \varphi ,}
{\displaystyle \left\langle {\frac {\tau _{th}T-T}{t}},\varphi \right\rangle =\left\langle T,{\frac {\tau _{-th}\varphi -\varphi }{t}}\right\rangle {\underset {\overset {t\to 0 \atop t\neq 0}{}}{\longrightarrow }}\langle T,\partial _{-h}\varphi \rangle =-\langle T,\partial _{h}\varphi \rangle .}
Toute distribution T sur ℝ possède des primitives (c'est-à-dire des distributions dont la dérivée est T), et deux d'entre elles diffèrent d'une constante.
Pour qu'une distribution sur ℝ ait pour dérivée une mesure, il faut et il suffit qu'elle soit une fonction à variation bornée sur tout intervalle borné.
Si F est une fonction absolument continue sur ℝ, de dérivée presque partout f, alors la distribution régulière Tf est la dérivée de TF. Réciproquement, si une distribution T a pour dérivée une distribution régulière Tf alors T = TF avec F absolument continue, intégrale indéfinie de f ; en presque tout point, et en tout point où f est continue, F est dérivable et de dérivée f.
La dérivée au sens des distributions des fonctions appartenant à l'espace Lp intervient dans la définition des espaces de Sobolev.
Lorsque la distribution T modélise un phénomène physique, la fonction test φ peut s'interpréter comme un instrument de mesure, 〈T, φ〉 en étant le résultat ; la définition ci-dessus représente alors la mesure expérimentale (au moins de pensée) de la dérivée du phénomène T à l'aide de l'instrument φ.

## Distributions particulières
Deux classes particulières de distributions d'ordre fini sont particulièrement utiles (la première est incluse dans la seconde) :

### Distributions à support compact
On note {\displaystyle {\mathcal {E}}(\Omega )} — ou {\displaystyle {\mathcal {C}}^{\infty }(\Omega )} — l'espace de Fréchet des fonctions indéfiniment dérivables sur Ω. Son dual topologique {\displaystyle {\mathcal {E}}'(\Omega )} s'identifie de la manière suivante à l'ensemble des distributions à support compact : l'inclusion {\displaystyle {\mathcal {D}}(\Omega )\subset {\mathcal {E}}(\Omega ),} continue et d'image dense, induit une injection linéaire {\displaystyle {\mathcal {E}}'(\Omega )\hookrightarrow {\mathcal {D}}'(\Omega ),S\mapsto S_{|{\mathcal {D}}(\Omega )},} dont l'image est exactement le sous-espace vectoriel des distributions T telles que supp(T) soit compact, supp désignant ici le support d'une distribution.

### Distributions tempérées
Les distributions tempérées sont celles qui s'étendent continûment à l'espace de Schwartz. Elles jouent un rôle très important car la notion de transformée de Fourier peut être étendue à ces dernières.

## Théorèmes de structure
Les théorèmes sur la structure locale et globale des distributions ont « évidemment une grande importance aussi bien théorique que pratique » et sont « très utilisables dans la pratique même sans aucune connaissance de leur démonstration », qui n'est pas élémentaire.
Localement, les distributions ne sont autres que les « dérivées » (au sens des distributions, et à un ordre quelconque) des fonctions continues :
Théorème — 
- Structure locale d'une distribution — « Une distribution sur ℝN est égale, dans tout ouvert Ω de ℝN d'adhérence Ω compacte, à une dérivée d'une fonction continue, dont le support peut être choisi dans un voisinage arbitraire de Ω[12]. »
- Structure d'une distribution tempérée — Une distribution sur ℝN est tempérée si et seulement si c'est une dérivée d'une fonction continue à croissance lente, c'est-à-dire du produit d'un polynôme par une fonction continue bornée[13].
- Structure d'une distribution à support compact — « Toute distribution T [sur Ω] à support compact K peut être, d'une infinité de manières, représentée, dans tout l'espace ℝN, par la somme d'un nombre fini de dérivées de fonctions continues, ayant leurs supports dans un voisinage arbitraire U de K[14]. »

Dans l'expression d'une distribution à support compact, la somme pourrait, comme pour les distributions tempérées, être ramenée à un seul terme par intégration, au prix parfois d'une augmentation de l'ordre de dérivation (par exemple ∂(1, 0)g + ∂(0,1)h peut être transformé en ∂(1, 1)f) mais surtout, en perdant la propriété de compacité du support de la fonction, « ce qui lui ôterait tout intérêt ». Par exemple, la distribution de Dirac n'est la dérivée itérée d'aucune fonction continue à support compact.
On déduit de l'énoncé sur les distributions à support compact un analogue en remplaçant « fonctions continues » par « mesures », que l'on peut améliorer, si K est « assez régulier », en remplaçant de plus « supports dans un voisinage arbitraire de K » par « supports dans K ». Sans hypothèse de régularité, on peut au moins affirmer que pour toute distribution T à support compact K et toute fonction test φ, la valeur de 〈T, φ〉 ne dépend que des restrictions à K des dérivées d'ordre ≤ p de φ, où p est l'ordre de la distribution T. En appliquant cette propriété, ou bien en utilisant que l'hypothèse de régularité est satisfaite dès que K est convexe, on trouve :
Cette suite de scalaires est unique, puisque cette décomposition de T entraîne :{\displaystyle a_{\alpha }={\frac {(-1)^{|\alpha |}}{\alpha !}}\langle T,x^{\alpha }\rangle .}
À l'aide d'une partition de l'unité, la structure des distributions à support compact permet de préciser facilement celle des distributions quelconques :
Structure globale d'une distribution — Toute distribution T peut être décomposée en une somme infinie convergente de dérivées de fonctions continues dont les supports sont compacts, s'éloignent indéfiniment, et sont contenus dans un voisinage arbitraire du support de T.

## Convolution des distributions

### Convolution d'une distribution par une fonction test
Le produit de convolution par une fonction test s'étend facilement des fonctions localement intégrables aux distributions.

#### Définition
La convoluée {\displaystyle T\ast \varphi } d'une distribution {\displaystyle T\in {\mathcal {D}}'(\mathbb {R} ^{N})} et d'une fonction test {\displaystyle \varphi \in {\mathcal {D}}(\mathbb {R} ^{N})} est la fonction de classe C∞ sur ℝN définie par :

où l'antipodie {\displaystyle {\widetilde {}}} sur les fonctions tests est la composition par l'homothétie z ↦ – z :

#### Exemple
Pour  {\displaystyle T=\delta _{a}:=\tau _{-a}(\delta _{0})}, la distribution de Dirac en a, c'est-à-dire
on obtient :

#### Propriétés
- La régularité de {\displaystyle T\ast \varphi } vient de celle de {\displaystyle \varphi } et ses dérivées sont données par{\displaystyle \partial ^{\alpha }(T\ast \varphi )=(\partial ^{\alpha }T)\ast \varphi =T\ast (\partial ^{\alpha }\varphi ).}
- La convolution garde sa propriété de majoration du support :{\displaystyle {\textrm {supp}}(T\ast \varphi )\subset {\rm {supp}}(T)+{\rm {supp}}(\varphi ).}

En particulier si T est à support compact, alors {\displaystyle T\ast \varphi } est une fonction test, si bien que la convolution par une unité approchée convenable « nous donne un procédé linéaire régulier pour approcher une distribution par une suite de fonctions indéfiniment dérivables » à supports compacts.
Dans ce cas de convolution, nous ne pouvons parler de commutativité, ni d'associativité car la fonction obtenue n'est pas nécessairement à support compact.

### Convolution d'une distribution par une distribution à support compact

#### Définition
La convoluée {\displaystyle T\ast S} d'une distribution {\displaystyle T\in {\mathcal {D}}'(\mathbb {R} ^{N})} et d'une distribution à support compact {\displaystyle S\in {\mathcal {E}}'(\mathbb {R} ^{N})} est la distribution sur ℝN définie par :
{\displaystyle \forall \varphi \in {\mathcal {D}}(\mathbb {R} ^{N})\quad \langle T\ast S,\varphi \rangle =\langle T,{\widetilde {S}}\ast \varphi \rangle ,}
où {\displaystyle {\tilde {}}} est définie sur les distributions comme la transposée de l'antipodie sur les fonctions tests : {\displaystyle \langle {\widetilde {S}},\varphi \rangle =\langle S,{\widetilde {\varphi }}\rangle .}

#### Propriétés
- Via l'inclusion de {\displaystyle {\mathcal {D}}} dans {\displaystyle {\mathcal {E}}'}, cette convolution étend la précédente.
- Elle a toujours la propriété de majoration du support :{\displaystyle {\textrm {supp}}(T\ast S)\subset {\rm {supp}}(T)+{\rm {supp}}(S).}En particulier, l'opération de convolution est donc interne à {\displaystyle {\mathcal {E}}'(\mathbb {R} ^{N}).}
- La convolution est commutative. En définissant la distribution {\displaystyle S\ast T} par la formule{\displaystyle \forall \varphi \in {\mathcal {D}}(\mathbb {R} ^{N})\quad \langle S\ast T,\varphi \rangle =\langle S,{\widetilde {T}}\ast \varphi \rangle _{{\mathcal {E}}',{\mathcal {E}}}}alors{\displaystyle T\ast S=S\ast T.}
- La convolution est associative. Soient {\displaystyle R,S,T} trois distributions sur ℝN, dont au moins deux sont à support compact. Alors{\displaystyle R\ast (S\ast T)=(R\ast S)\ast T=R\ast S\ast T.}
- La dérivation d'un produit de convolution s'effectue comme suit. Pour tout multi-indice {\displaystyle \alpha \in \mathbb {N} ^{N},}{\displaystyle \partial ^{\alpha }(T\ast S)=(\partial ^{\alpha }T)\ast S=T\ast (\partial ^{\alpha }S).}
- L'application bilinéaire qui au couple {\displaystyle S\in {\mathcal {E}}',T\in {\mathcal {D}}'} associe {\displaystyle S\ast T\in {\mathcal {D}}'} est continue lorsqu'on la restreint aux S à support dans un compact fixe[22].

#### Exemple
Pour toute distribution {\displaystyle T\in {\mathcal {D}}'(\mathbb {R} ^{N})} et tout vecteur a de ℝN,
En particulier (pour a = 0), la distribution de Dirac est neutre pour la convolution, donc l'anneau commutatif {\displaystyle ({\mathcal {E}}(\mathbb {R} ^{N}),+,\ast )} est unifère.

## Distributions vectorielles
Une distribution à valeurs dans l'espace vectoriel ℝm peut se définir comme un élément de {\displaystyle \left({\mathcal {D}}^{\prime }(\Omega )\right)^{m}} ou, de façon équivalente, un élément de {\displaystyle \left({\mathcal {D}}(\Omega )^{m}\right)^{\prime }}, les topologies produit correspondantes étant utilisées. La deuxième forme de cette définition permet d'exprimer très simplement les opérateurs de dérivation couramment utilisés dans le domaine des équations aux dérivées partielles en formulation faible et la définition de certains espaces de Sobolev, en particulier les opérateurs gradient ({\displaystyle \nabla }), divergence ({\displaystyle \nabla \cdot }) et rotationnel ({\displaystyle \nabla \times }) lorsque {\displaystyle n=m=3} ; en notant {\displaystyle S\in {\mathcal {D}}^{\prime }(\Omega )} et {\displaystyle {\boldsymbol {T}}\in \left({\mathcal {D}}(\Omega )^{3}\right)^{\prime }}, on a les relations, {\displaystyle \forall \varphi \in {\mathcal {D}}(\Omega ),\ \forall {\boldsymbol {\phi }}\in \left({\mathcal {D}}(\Omega )\right)^{3}} :
{\displaystyle \langle \nabla S,{\boldsymbol {\phi }}\rangle =-\langle S,\nabla .{\boldsymbol {\phi }}\rangle }
{\displaystyle \langle \nabla \cdot {\boldsymbol {T}},\varphi \rangle =-\langle {\boldsymbol {T}},\nabla \varphi \rangle }
{\displaystyle \langle \nabla \times {\boldsymbol {T}},{\boldsymbol {\phi }}\rangle =\langle {\boldsymbol {T}},\nabla \times {\boldsymbol {\phi }}\rangle }
Lorsque ces distributions sont définies par des fonctions, le résultat de ces dérivations est généralement constitué d'une distribution régulière plus des distributions singulières sur les supports desquelles s'expriment des discontinuités qui concernent, au moins lorsque ces supports sont des surfaces, la trace pour le gradient, la trace normale pour la divergence et la trace tangentielle pour le rotationnel. Ces décompositions sont connues sous la dénomination générique de formules de Green.